# Kantet konval
Kantet konval (Polygonatum odoratum) er en 15-45 høj urt med hvide, duftende blomster. Den vokser i næringsfattige skove og krat. Den findes vildtvoksende i Vest- og Nordjylland, og den plantes af og til i haverne. Hele planten og særligt bærrene er giftig og indeholder bl.a. homoserinlacton, kelidonsyre og saponiner.

## Beskrivelse
Kantet konval er en flerårig, urteagtig plante med overhængende, kantede stængler (et kendetegn). Hele planten er hårløs. Bladene er spredtstillede, ustilkede, ægformede og helrandede med buede nerver. Oversiden er græsgrøn, mens undersiden er lyst blågrøn.
Blomstringen foregår i maj-juni, hvor man finder blomsterne siddende enkeltvis fra bladhjørnerne. De er 3-tallige med sammenvokset bloster, stilkede og hvide med grønne kronflige. Frugterne er furede, grønne (senere blå) bær med mange frø.
Rodsystemet består af en vandret, krybende jordstængel, som bærer trævlede rødder.
Planten bliver ca. 25 cm høj (modsat stor konval, der bliver ca. 50 cm høj). Det udrettede skud er kun ca. 10 cm bredt.

## Udbredelse
Kantet konval har sin naturlige udbredelse i Sibirien, Russisk fjernøsten, Korea, Japan og Kina. I Europa findes den næsten overalt, men i Danmark er den sjælden udenfor det nordlige og vestlige Jylland, hvor den vokser hist og her i skove og krat. arten vokser på let skyggede steder med næringsfattig, tør og varm bund. Derfor findes den i lyse fyrre- eller egeskove. Den er én af typeplanterne i plantesamfundet Geranion sanguinei.
På de sydvendte skråninger af bjergkammen i området Ledové sluje mellem byerne Vranov nad Dyjí (Tjekkiet) og Hardegg (Østrig) findes varmeelskende egeskove af typen Sorbo torminalis-Quercetum petraeae. Her vokser arten sammen med bl.a. aksrapunsel, avnbøg, alm. berberis, alm. fjergræs, liguster, svalerod, blodrød storkenæb, fåresvingel, grenet edderkopurt, hunderose, hvid diktam, håret flitteraks, kirsebærkornel, klæbrig salvie, kranslilje, lundrapgræs, rank potentil, småbladet lind, Trifolium alpestre (en art af kløver), vintereg, weichsel, ædelkortlæbe og ægte alpeviol
| Portal | Portal:Botanik |

## Note
1. ↑  Milan Chytrý, Vít Grulich og Vladimír Antonín: Podyjí National Park (tysk)-sproget gennemgang af plantesamfundene til brug for besøgende botanikere.